# Eggelingen
 (avril 2023).
Eggelingen est un quartier de la commune de Wittmund, dans le Land de Basse-Saxe.

## Géographie
Le village se situe dans la campagne du Harlingerland, à environ 12 km de la côte de la mer du Nord, loin des routes très fréquentées entre les deux villes de Wittmund et Jever. Le centre du village est entouré par plusieurs fermes selon la forme d'une étoile.

## Histoire
Le toponyme Eggelingen remonte à un nom de personne frison Agil/Egele.
Le centre-ville historique est construit sur deux terps dans le marais maritime, l'époque de leur origine est inconnue. L'église remonte au XIVe siècle. Le 1er juillet 1972, Eggelingen est incorporée dans la ville de Wittmund.

## Source, notes et références
- (de) Cet article est partiellement ou en totalité issu de l’article de Wikipédia en allemand intitulé « Eggelingen » (voir la liste des auteurs).

1. ↑  (de) « Eggelingen », sur Wittmund (consulté le 28 avril 2023)
2. ↑  (de) « B210 wird zwischen Jever-West und Wittmund gesperrt », sur Nordwest-Zeitung, 2022 (consulté le 28 avril 2023)
3. ↑  (de) Statistisches Bundesamt, Historisches Gemeindeverzeichnis für die Bundesrepublik Deutschland. Namens-, Grenz- und Schlüsselnummernänderungen bei Gemeinden, Kreisen und Regierungsbezirken vom 27.5.1970 bis 31.12.1982, 1983 (ISBN 3-17-003263-1)